# Mike Muir

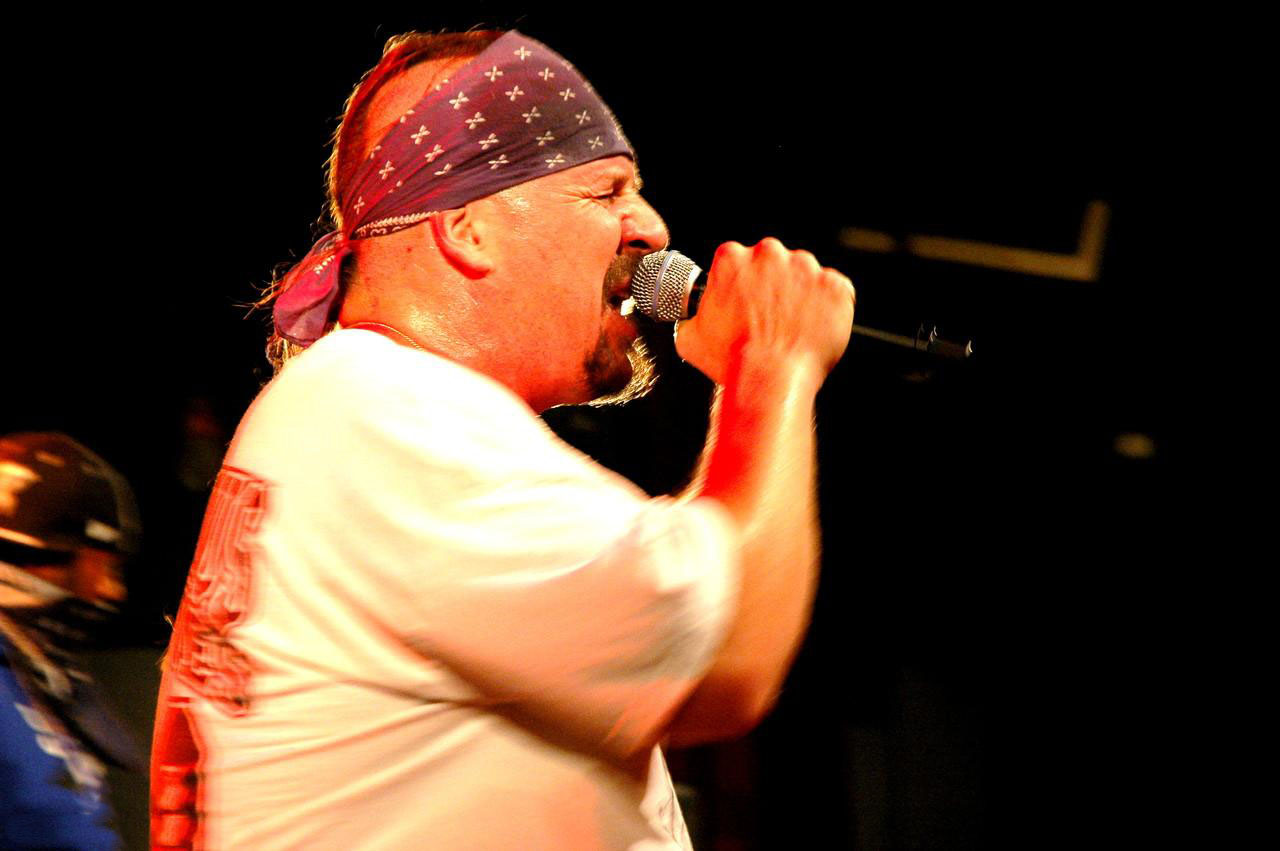
Mike Muir en 2008.

Mike Muir (14 de marzo de 1963, Venice, California) es un cantante conocido principalmente por ser el vocalista del grupo de hardcore punk, Suicidal Tendencies. Muir además de formar parte Suicidal Tendencies también es el vocalista de los grupos Against, No Mercy, Cyco Miko e Infectious Grooves.

## Primeros años
Nacido en Venice, California, Mike Muir, es el hermano menor de Jim Muir, parte del famoso equipo de skatebording Z-Boys. Jim expuso a su hermano a la música hard rock y al skatebording a muy temprana edad. Muir asistió al colegio Santa Mónica College.

## Controversia
- Muir ha sido un enemigo de Parents Music Resource Center criticándolos en entrevistas y en canción de Suicidal Tendencies (ejemplos serían You Can't Bring Me Down y Lovely).
- También ha criticado al grupo Rage Against The Machine, con la canción de Infectious grooves "Do What I Tell You" se ha burlado del grupo (el título es una parodia de la letra de la canción Killing in the Name).
- En el evento "Clash of the titans" de 1991 Muir tuvo un enfrentamiento casi violento con el líder de Megadeth Dave Mustaine. Según declaraciones de Mustaine y Muir ahora están en buenos términos.

## Discografía
| Año  | Album                                                               | Banda               | Discografía           | Crédito         |
| 1983 | Suicidal Tendencies                                                 | Suicidal Tendencies | Frontier              | Voz             |
| 1985 | Welcome to Venice                                                   | Varios Artistas     | Suicidal              | Voz             |
| 1987 | Split Image                                                         | Excel               | Suicidal/Caroline     | Productor       |
| 1987 | Widespread Bloodshed Love Runs Red                                  | No Mercy            | Suicidal              | Voz y productor |
| 1987 | Join The Army                                                       | Suicidal Tendencies | Caroline              | Voz             |
| 1988 | How Will I Laugh Tomorrow When I Can't Even Smile Today?            | Suicidal Tendencies | Epic                  | Voz             |
| 1989 | Controlled By Hatred/Feel Like Shit...Déjà Vu                       | Suicidal Tendencies | Epic                  | Voz             |
| 1990 | Lights...Camera...Revolution!                                       | Suicidal Tendencies | Epic                  | Voz             |
| 1991 | The Plague That Makes Your Booty Move...It's the Infectious Grooves | Infectious Grooves  | Epic                  | Voz             |
| 1992 | The Art of Rebellion                                                | Suicidal Tendencies | Epic                  | Voz             |
| 1992 | F.N.G.                                                              | Suicidal Tendencies | Epic                  | Voz             |
| 1993 | Sarsippius' Ark                                                     | Infectious Grooves  | Epic                  | Voz             |
| 1993 | Still Cyco After All These Years                                    | Suicidal Tendencies | Epic                  | Voz             |
| 1994 | Groove Family Cyco                                                  | Infectious Grooves  | Epic                  | Voz             |
| 1994 | Suicidal for Life                                                   | Suicidal Tendencies | Epic                  | Voz             |
| 1996 | Lost My Brain! (Once Again)                                         | Cyco Miko           | Epic                  | Voz             |
| 1997 | Friends & Family, Vol. 1                                            | Suicidal Tendencies | Suicidal              | Voz             |
| 1997 | Prime Cuts                                                          | Suicidal Tendencies | Epic                  | Voz             |
| 1998 | Six the Hard Way                                                    | Suicidal Tendencies | Suicidal              | Voz             |
| 1999 | Freedumb                                                            | Suicidal Tendencies | Suicidal/SideOneDummy | Voz             |
| 2000 | Mas Borracho                                                        | Infectious Grooves  | Suicidal              | Voz             |
| 2000 | Free Your Soul and Save My Mind                                     | Suicidal Tendencies | Suicidal              | Voz             |
| 2001 | Schizophrenic Born Again Problem Child                              | Cyco Miko           | Suicidal              | Voz             |
| 2001 | Friends & Family, Vol. 2                                            | Suicidal Tendencies | Suicidal              | Voz             |
| 2008 | When Angels & Serpents Dance                                        | P.O.D.              | Columbia              | Voz             |
| 2010 | Live at the Olympic Auditorium                                      | Suicidal Tendencies | Suicidal              | Voz             |
| 2013 | 13                                                                  | Suicidal Tendencies | Suicidal              | Voz             |

- Datos: Q1933403
- Multimedia: Mike Muir / Q1933403